# Житомирське Євангеліє
Жито́мирське Єва́нгеліє, або Воли́нське Єва́нгеліє, — переклад біблійного, канонічного тексту Четвероєвангелія на староукраїнську мову. Рукопис датувався 1571 роком, його протографом було Пересопницьке Євангеліє. Вважається списком Пересопницького Євангелія та відзначається рядом глос, яких немає в Пересопницькому Євангелії.

## Історія
Читалося у церквах на Волині. Містило пряму дату написання — 1571 рік. Припускають, що первісно зберігалося в місті Володимир. Житомирське Євангеліє — не цілком оригінальна праця, а список із Пересопницького Євангелія. Переписувач «раб Божий Петро» вніс в оригінал чимало змін, зокрема, у багатьох випадках замінив церковнослов'янізми українськими словами. Манускрипт у 1860-х роках придбав у перекупників протоієрей житомирського кафедрального собору, законовчитель Другої житомирської гімназії Миколай Трипольський, який дав докладний опис пам'ятки й надрукував великі уривки з неї. Досліджував мову Житомирського Євангелія також О. С. Грузинський. Зокрема, він порівнював три тексти: Пересопницьке, Волинське та Літківське Євангелія. Текст досліджував також Іван Огієнко. Подальша доля Житомирського Євангелія невідома.